# Carlos Barrionuevo
Carlos Barrionuevo (Santa Fe, 19 dicembre 1977 – Provincia di Entre Ríos, 25 agosto 2015) è stato un calciatore argentino che giocava come centrocampista.
Muore per annegamento nell'agosto 2015 all'età di 37 anni, cadendo dall'imbarcazione durante una battuta di pesca con degli amici sul fiume Paraná

## Carriera

### Club
Durante la sua carriera ha giocato con varie squadre di club, giocando in massima serie in Perù ed in Argentina, per giungere nel 2005 in Europa prima in Portogallo (una stagione in massima serie con il Penafiel, chiusa all'ultimo posto) e successivamente in Italia, dove disputa quattro stagioni in Serie C e una in Serie B con la Salernitana (annata 2008-2009).
Il 27 dicembre 2010 rescinde il contratto che lo legava all'Atletico Roma fino al 2012 per "nostalgia verso la sua terra e verso la sua famiglia".

## Palmarès

### Club

#### Competizioni nazionali
- Serie C1: 1

Salernitana: 2007-2008